# Vacanze nell'isola dei gabbiani
Vacanze nell'isola dei gabbiani (Vi på Saltkråkan) è una serie televisiva svedese del 1964 ideata da Astrid Lindgren, che in seguito pubblicò anche il romanzo Vacanze all'isola dei gabbiani. La serie, composta da 13 episodi, fu trasmessa in Italia nel 1972 sul Programma Nazionale.

## Trama
La storia racconta le avventure della famiglia Melkerson, che arriva da Stoccolma sull'isola di Saltkråkan, sita nell'Arcipelago di Stoccolma entro il Mar Baltico. Lo scrittore Melker vi ha preso in affitto una casa, la "Vecchia Falegnameria", per trascorrere le vacanze estive assieme ai figli. La famiglia è composta, oltre che da papà Melker, da Karin (Malin nell'originale svedese, Misa nella prima edizione del libro e nella serie televisiva), non ancora ventenne, che fa da mamma ai suoi fratellini più piccoli, Johan e Niklas, rispettivamente di undici e dodici anni, e Pelle di sette anni. La famiglia Melkerson stringe amicizia con gli abitanti dell'isola, in particolare con la famiglia Grankvist, che gestisce lo spaccio della località. I coniugi Nisse e Marta Grankvist hanno tre figlie: Melina (Tjorven nella versione originale svedese, Ciorven nella prima edizione italiana del libro e nella serie televisiva) di sei anni, Teodora (detta Teddy) di dodici, e Frederika (Freddy), di undici. Le due famiglie condividono avventure divertenti, a volte un po' malinconiche. Johan e Niklas imparano a remare e a pescare, e vivono le loro prime simpatie amorose, mentre il piccolo Pelle diventa l'inseparabile compagno di giochi di Melina e del suo cane Nostromo. Melina si affeziona molto anche a papà Melker. Col tempo i Melkerson sviluppano un legame profondo con l'isola, che diventerà il luogo in cui i ragazzi potranno vivere le estati della loro fanciullezza. Gli episodi si svolgono nell'arco di un anno, da un'estate all'altra.

## La serie
La sceneggiatura è stata scritta da Astrid Lindgren direttamente per la serie televisiva. Solo dopo l'andata in onda del serial, nel 1964, la Lindgren ha pubblicato il  romanzo per ragazzi Vi på Saltkråkan ("Noi dell'isola dei gabbiani"), uscito in Italia col titolo Vacanze all'isola dei gabbiani. Il nome dell'isola è immaginario, ma il luogo si ispira all'isola di Norröra, realmente esistente.
Nel 1968 è stato realizzato un lungometraggio di Vi på Saltkråkan, utilizzando in montaggio sequenze tratte dagli episodi 1, 2, 5, 6, 8, 9, 12 e 13.
La serie televisiva è stata seguita da quattro versioni cinematografiche: Tjorven, Båtsman och Moses (Melina, Nostromo e Mosè) del 1964, Tjorven och Skrållan (Melina e Skrallan; 1965), Tjorven och Mysak (Melina e Mysak; 1966) e Skrållan, Ruskprick och Knorrhane (Skrallan, Ruskprick e la gallinella; 1967) - che nel 1977 sono stati trasformati in una serie televisiva di 12 episodi: Så går det till på Saltkråkan (Questo è quello che succede all'isola dei gabbiani).

## Episodi
| Stagione       | Episodi | Prima TV originale | Prima TV Italia |
| -------------- | ------- | ------------------ | --------------- |
| Prima stagione | 13      | 1964               | 1972            |

## Personaggi

### La famiglia Melkerson

#### Melker
Melker è uno scrittore, vedovo e padre di famiglia. Un giorno decide di affittare una casa estiva sull'isola di Saltkråkan e vi si reca con i suoi quattro figli. È un uomo benevolo e di buon cuore, ma un po' goffo (gli capita spesso di cadere in acqua con i vestiti addosso). Lo si sente sovente citare Thomas Thorild: "Questa giornata - una vita".

#### Karin
Karin (in originale Malin), figlia maggiore di Melker, è una ragazza di 19 anni molto gentile e bella. Si prende cura del padre e dei fratelli, quasi a far loro da mamma. Di temperamento sereno e vivace, Karin ama i propri fratelli. È anche piena di corteggiatori, malvisti dai suoi fratellini i quali temono che, sposandosi, lei li abbandonerebbe.

#### Johan
Johan è un ragazzo di 12 anni divertente e spensierato che non si separa mai dal fratello Niklas, di appena un anno più giovane. Durante le vacanze estive, lui e Niklas diventano molto amici delle sorelle Teddy e Freddy Grankvist.

#### Niklas
Niklas ha undici anni, ed è un ragazzino che non sta mai fermo e che vuole sempre fare qualcosa, ma non ama particolarmente lavarsi. Col fratello Johan e le amichette della famiglia Grankvist si cimenta in attività divertenti.

#### Pelle
Ha sette anni ed è il più piccolo dei ragazzi. È un amante della natura e degli animali. Diventa amico inseparabile di Melina Grankvist per tutta la permanenza a Saltkråkan. Pelle pensa sempre anche a suo padre e a Karin. Ama sedersi e guardare il nido di vespe fuori dalla sua finestra.

### La famiglia Grankvist

#### Nisse
È il capofamiglia, proprietario con la moglie Marta dell'emporio dell'isola. Ha tre figlie (Teddy, Freddy e Melina), e spesso lavora fuori per trasportare le merci dalla nave al molo.

#### Marta
Oltre il lavoro in negozio, Marta Grankvist si occupa della casa e delle bambine. È una donna dolce e gentile, e si prende cura un po' di tutti su Saltkråkan.

#### Teddy
Teodora, detta "Teddy", è una ragazza attiva e divertente. Lei e la sorella Freddy sono inseparabili, e trascorrono molti passatempi insieme ai ragazzi Merkelson.

#### Freddy
Frederika, detta "Freddy", è allegra, divertente e maliziosa. fin dalla prima occasione in cui la famiglia Melkerson si trasferisce a Saltkråkan, lei diventa buona amica dei fratelli Niklas e Johan. 

#### Melina
In originale è chiamata col diminutivo "Tjorven" (il nome completo sarebbe Karin Maria Eleonora Josefina Grankvist); è una loquace e coraggiosa bambina. Il suo migliore amico è un enorme cane San Bernardo di nome Nostromo (Båtsman nell'originale), che la segue fedelmente ovunque. Ama inoltre giocare con le bambole, ed è molto in sintonia con Pelle, della sua stessa età, e con il padre di quest'ultimo, da lei chiamato affettuosamente "Zio Melker". Melina è poi amica di un'altra bambina isolana, Stina, con la quale ha anche dei battibecchi.

### Altri personaggi

#### Stina
È un po' più piccola di Pelle e di Melina. Vive con la madre, che gestisce un buffet freddo a Stoccolma, ma trascorre le estati e anche qualche inverno a Saltkråkan da suo nonno Söderman. Spesso si trova a bisticciare con Melina per conquistare l'attenzione di Pelle, ma anche per giocare insieme. Stina non compare negli episodi 3, 4, 5, 6, 10, 11, e 12.

#### Söderman
Söderman, nonno di Stina, è uno dei pescatori di Saltkråkan. Ha un corvo da compagnia di nome Hoppiland-Kalle. Diventa amico di Melker, pur ritenedolo un po' sciocco. Non compare negli episodi 3, 5, 11 e 12.

#### Björn Sjöblom
Björn è l'insegnante dei bambini di Saltkråkan, e corteggia assiduamente Karin, anche se i due sembrano più essere semplici amici che legati sentimentalmente. Non compare negli episodi 1, 5 e 6.

#### Kris
È un ragazzo che fa la corte a Karin (con gran disappunto di Pelle). Il suo entusiasmo però non gli porta fortuna. Compare solo in tre episodi.